# Ilija Bozoljac
Ilija Bozoljac (Aleksandrovac, 8 de Agosto de 1985) é um tenista profissional sérvio, sua melhor colocação em simples foi N. 101, em duplas 171 na ATP, representa a Equipe Sérvia de Copa Davis.